# Bahnstrecke Sibiu–Avrig
| |                      |                                        |                                        |
| Kursbuchstrecke (CFR): | 200                  |                                        |                                        |
| Streckenlänge: | 32 km                |                                        |                                        |
| Spurweite: | 1435 mm (Normalspur) |                                        |                                        |
| |                      |                                        |                                        |
| \| \| \| von Copșa Mică (Kleinkopisch) \| \| \| \| \| von Vințu de Jos \| \| \| \| 392,20 \| Sibiu (Hermannstadt) \| Sibiu (Hermannstadt) \| \| \| 389 \| Sibiu Triaj \| Sibiu Triaj \| \| \| 387 \| Șelimbăr (Schellenberg) \| Șelimbăr (Schellenberg) \| \| \| \| nach Cisnădie (Heltau) \| \| \| \| 384,20 \| Mohu \| Mohu \| \| \| \| Schmalspurbahn nach Agnita (Agnetheln) \| \| \| \| 381,88 \| Veștem \| Veștem \| \| \| 374,29 \| Tălmaciu (Talmesch) \| Tălmaciu (Talmesch) \| \| \| \| Cibin (Zibin) \| \| \| \| 370,11 127 \| Podu Olt \| Podu Olt \| \| \| \| \| \| \| \| \| Olt (Alt) \| \| \| \| \| nach Turnu Roșu (Rotenturmpass) \| \| \| \| \| \| \| \| \| 125,33 \| Sebeș Olt \| Sebeș Olt \| \| \| 122,95 \| Racoviță \| Racoviță \| \| \| 120,27 \| Mârșa \| Mârșa \| \| \| \| Avrig (Frecker Bach) \| \| \| \| 116,61 \| Avrig (Freck) \| Avrig (Freck) \| \| \| \| nach Făgăraș (Fogarasch) \| \| |                      |                                        |                                        |
| Strecke |                      | von Copșa Mică (Kleinkopisch)          | von Copșa Mică (Kleinkopisch)          |
| Abzweig geradeaus und von rechts |                      | von Vințu de Jos                       | von Vințu de Jos                       |
| Bahnhof | 392,20               | Sibiu (Hermannstadt)                   | Sibiu (Hermannstadt)                   |
| Haltepunkt / Haltestelle | 389                  | Sibiu Triaj                            | Sibiu Triaj                            |
| Haltepunkt / Haltestelle | 387                  | Șelimbăr (Schellenberg)                | Șelimbăr (Schellenberg)                |
| Abzweig geradeaus und nach rechts |                      | nach Cisnădie (Heltau)                 | nach Cisnădie (Heltau)                 |
| Haltepunkt / Haltestelle | 384,20               | Mohu                                   | Mohu                                   |
| Abzweig geradeaus und ehemals nach links |                      | Schmalspurbahn nach Agnita (Agnetheln) | Schmalspurbahn nach Agnita (Agnetheln) |
| Haltepunkt / Haltestelle | 381,88               | Veștem                                 | Veștem                                 |
| Bahnhof | 374,29               | Tălmaciu (Talmesch)                    | Tălmaciu (Talmesch)                    |
| Brücke über Wasserlauf |                      | Cibin (Zibin)                          | Cibin (Zibin)                          |
| Bahnhof | 370,11 127           | Podu Olt                               | Podu Olt                               |
| Verschwenkung von links · Verschwenkung von rechts |                      |                                        |                                        |
| Brücke über Wasserlauf · Brücke über Wasserlauf |                      | Olt (Alt)                              | Olt (Alt)                              |
| Abzweig geradeaus und ehemals von links · Abzweig geradeaus und ehemals von rechts |                      | nach Turnu Roșu (Rotenturmpass)        | nach Turnu Roșu (Rotenturmpass)        |
| Verschwenkung nach rechts |                      |                                        |                                        |
| Haltepunkt / Haltestelle | 125,33               | Sebeș Olt                              | Sebeș Olt                              |
| Haltepunkt / Haltestelle | 122,95               | Racoviță                               | Racoviță                               |
| Haltepunkt / Haltestelle | 120,27               | Mârșa                                  | Mârșa                                  |
| Brücke über Wasserlauf |                      | Avrig (Frecker Bach)                   | Avrig (Frecker Bach)                   |
| Bahnhof | 116,61               | Avrig (Freck)                          | Avrig (Freck)                          |
| Strecke |                      | nach Făgăraș (Fogarasch)               | nach Făgăraș (Fogarasch)               |

Die Bahnstrecke Sibiu–Avrig (Hermannstadt–Freck) ist eine Hauptbahn in Rumänien. Sie verläuft im Süden Siebenbürgens in den Tälern des Zibin und des Alt.

## Geschichte
Während der Entstehung lag die Bahnstrecke auf dem Territorium Ungarns innerhalb der habsburgischen Doppelmonarchie.
Nachdem Hermannstadt (ungarisch Nagyszeben) im Jahr 1872 durch die von Kleinkopisch (ungarisch Kiskapus) führende Strecke an das Eisenbahnnetz angeschlossen wurde, begann mit der nach Freck (ungarisch Felek) verlaufenden Trasse der Ausbau weiterer Bahnverbindungen von Hermannstadt, dem damaligen wirtschaftlichen und kulturellen Zentrum der Siebenbürger Sachsen.  
Der Bau wurde von der privaten „Aktiengesellschaft der Hermannstadt-Frecker Eisenbahn“ ausgeführt und mit der Inbetriebnahme am 13. September 1892 vollendet.
Die Bahnlinie war Voraussetzung für die Errichtung der Bahnstrecken nach Fogarasch bzw. nach Kronstadt sowie nach Süden durch den Rotenturmpass über die damalige ungarisch-rumänische Grenze. Mit der Eröffnung der durchgehenden Verbindung nach Kronstadt erlangte sie überregionale Bedeutung.
Nach Ende des Ersten Weltkrieges gelangten die hier beschriebene Strecke und auch deren Anschlusslinien an Rumänien.
Von 1910 bis 2001 nutzen die Züge der Schmalspurbahn Hermannstadt–Agnetheln (–Schäßburg) abschnittsweise die Regelspurstrecke Hermannstadt–Moichen mittels dritter Schiene.

## Heutige Situation
Die Strecke ist nicht elektrifiziert und zwischen Sibiu und Podu Olt zweigleisig, sonst eingleisig. Es verkehren täglich mehrere Schnellzüge. Auch für den Güterverkehr ist die Verbindung von Bedeutung.